# Francisco González Ledesma
Francisco González Ledesma (Barcelona, 1927. március 17. – Barcelona, 2015. március 2.) spanyol képregényíró, regényíró, ügyvéd és újságíró. Az egyik legfontosabb katalán újság, a La Vanguardia főszerkesztője volt. 1966-ban többedmagával megalapította a Grupo democratico de prensa nevű titkos sajtószövetséget, hogy megvédjék a sajtószabadságot Francisco Franco rezsimje alatt.
A barcelonai egyetemen szerzett jogi diplomát.
Elsősorban krimiszerzőként tartják számon, bűnügyi regényeiben nagy hangsúlyt fektetett a társadalmi háttér hiteles ábrázolására. Saját névvel és Enrique Moriel írói álnéven is nyert díjakat krimiíróként. Silver Kane írói álnéven több mint 100 regényt írt, többnyire westernt. Továbbá használta még a Taylor Nummy, Silvia Valdemar álneveket, és romantikus regényekhez a Rosa Alcázar és Fernando Robles neveket is. A Richardo Méndez történeteit tartalmazó sorozatát Francisco Franco spanyol diktátor betiltotta.
87 évesen stroke-ot kapott Barcelonában.

## Irodalmi díjai
- 1948: Premio Internacional de Novela a Sombras viejasért
- 1984: Premio Planeta de Novela a Crónica sentimental en rojóért, ami a világ második legnagyobb irodalmi díja a Nobel-díj után 601 000 euróval.
- 1986: Prix Mystère a La Dama de Cachemiráért
- 2002: Premio Hammett az El pecado o algo parecidóért
- 2005: Prix Mystère a Cinco mujeres y mediáért
- 2007: Premio RBA de Novela Policiaca az Una novela de barrio (Szomszédom a halál) című regényért, ami a világ legnagyobb krimidíja 125 000 euróval.

## Bibliográfia

### Francisco González Ledesma néven

#### Különálló regények
- Sombras viejas (1948)
- El mosquetero azul (1962)
- Los Napoleones (1977)
- Soldados (1985)
- 42. Kilómetros de Compasión (1986)
- Los símbolos (1987)
- Cine Soledad (1993)
- El adoquín azul (2002)
- Tiempo de venganza (2003)
- Mis calles története (2006)

#### Méndez sorozat
1. Expediente Barcelona (1983)
2. Las calles de nuestros padres (1984)
3. Crónica sentimental en rojo (1984)
4. La Dama de Cachemira (1986)
5. Dios története (1991)
6. El pecado o algo parecido (2002)
7. Cinco mujeres y media (2005)
8. Méndez (2006)
9. Una novela de barrio (Szomszédom a halál, 2014) (2007)
10. No hay que morir dos veces (Halál Barcelonában, 2015) (2009)
11. Peores maneras de morir (2013)

### Silver Kane néven
- Recuérdame al morir (1957)
- Un federal en Nevada (1957)
- La vuelta del asesino (1958)
- Eel verdugo (1959)
- Rancho Dracula (1960)
- Estrella negra (1962)
- Un solo ataúd (1962)
- Las huellas del Diablo (1962)
- Cementerios de París (1962)
- Cuatro puertas rojas (1962)
- Canción para los muertos (1963)
- Yo, el asesino (1963)
- Cara roja (1967)
- Doscientos millones de muertos (1968)
- 200 millones de muertos (1968)
- Veinte mil años para morir (1971)
- El vagabundo de Texas (1972)
- Pistolero y sinvergüenza (1972)
- La muerta que vivió seis veces (1973)
- El honorable matrimonio Spectro (1973)
- El buque del horror (1973)
- Rezad por los difuntos (1973)
- La hija de frankestein (1973)
- ¿Habéis oído a la muerte? (1973)
- El templo de los pistoleros (1973)
- Una tumba en las estrellas (1973)
- La casa del frío eterno (1973)
- Ataúd para una mujer bonita (1973)
- Los muertos recuerdan mi nombre (1973)
- Los Justicieros, Sociedad Anónima (1973)
- Cien flores en el infierno (1974)
- Los difuntos del paraíso (1974)
- Yo, Drácula (1974)
- El castillo de la morgue (1974)
- Escrito en el tiempo (1974)
- Mil millones de ojos (1974)
- El cerebro (1974)
- El parking (1975)
- Que no se entere ni el diablo (1976)
- Sal a esperar al muerto (1977)
- Las tres hermanas Garrison (1977)
- El Cielo Lloraba Sangre (1977)
- La soledad del corredor de muerte (1978)
- Lo siento por vuestras almas (1978)
- Todos amaban al muerto (1979)
- Nadie llora por los muertos (1979)
- El pistolero de la larga noche (1980)
- Un beso y una tumba (1981)
- Los muertos no dan propina (1981)
- ¡Quieto o disparo! (1981)
- La colina del más alá (1981)
- Los asesinos somos buena gente (1981)
- Una horca en Abilene (1983)
- Dos mujeres y una venganza (1984)
- Preguntad en el infierno (1985)
- El fugitivo de Tucson (1985)
- Un collar de piel de serpiente (1987)
- El hada negra (1987)
- La bestia (1987)
- Plomo para mi amada (1987)
- La muerte en sus manos (1987)
- El pistolero y la dama (1987)
- OK Muñeca (1987)
- El último caballero (1987)
- Una chica en el punto de mira (1987)
- Dos mujeres y un muerto (1987)
- Los honorables difuntos (1987)
- El diablo y la señora Scott (1987)
- El último de los Sutter (1987)
- La loba (1987)
- Ha muerto una mujer (1987)
- Hazle cosquillas al muerto (1987)
- Pregunta por mi revólver (1987)
- Las aventuras de una botella de whisky (1987)
- Las tías buenas (1988)
- As estátuas da morte (1988)
- Verdugo a plazos (1988)
- Cuatro licenciados (1988)
- La noche tiene manos (1994)
- El whisky del infierno está caliente (1995)
- Una tumba de mármol rosa (1999)
- La noche de los verdugos (1999)
- Recuérdame al morir (2007)
- El teniente negro (2010)
- La dama y el recuerdo (2010)

### Enrique Moriel néven
- La ciudad sin tiempo (2007)
- El kandidato de Dios (2008)

### Rosa Alcázar néven
- Dueña y señora (1957)
- El lago de las vírgenes (1957)
- Nuestra última noche (1957)
- Prisión para corazonok (1957)
- Tan sólo una mujer (1957)
- Tres pasos por el cielo (1957)
- Összeállítva (1957)
- Crecemos en nuestro amor (1958)
- Desde que nos vimos (1958)
- La segunda mujer (1958)
- La Vida de una mujer (1958)
- Mi segundo amor (1958)
- Nuestra Tía Maribel (1958)
- Egy mundo para (1958)
- La fugitiva (1959)
- Las almas también lloran (1959)
- Mi novio, el Marqués (1959)
- Su último adiós (1959)
- Vida (1959)
- La chica del coche rojo (1960)
- Las olvidadas (1960)
- Tres hombres en la noche (1960)
- Un hombre sin piedad (1960)
- Egy día para amar (1961)
- Bonita y nada más (1963)
- Enamorados sin amor (1963)
- Los tres destinos de Ketty (1963)
- Prohibido enamorarse (1963)
- Estrella del sur (1965)

## Magyarul
- Szomszédom a halál; ford. Latorre Ágnes; Kossuth, Bp., 2014 (Spanyol krimi)

A hetvenes évek Barcelonájában egy fegyveres rablótámadás tragédiába torkollik: a támadók menekülés közben lelőnek egy ártatlan kisfiút. Évek telnek el, amikor az egyik hajdani támadót megölik. A társa tényként kezeli, hogy a kisfia halálába beletörődni nem tudó apa a tettes, aki feltehetően őrajta is bosszút akar állni. Elkezdődik tehát a gyilkos bújócska a vélt tettes és a hajdani bűnöző között. A nyugdíjazása előtt álló Ricardo Méndez felügyelőnek pedig minden ravaszságát latba kell vetnie, hogy megelőzzön egy újabb tragédiát. A regény elnyerte a bűnügyi regényeknek alapított rangos Premio Internacional de Novela Negra RBA nemzetközi irodalmi díjat.
- Halál Barcelonában ford. Fehér Katalin; Kossuth, Bp., 2015 (Spanyol krimi)

Gabriel, aki kegyetlenül kivégezte a feleségét megerőszakoló férfit, éppen szabadul a börtönből, és máris megbízzák egy újabb gyilkossággal.
Sandra lelövi vőlegényét az esküvőjük napján.
Nadia 14 éves Down-kóros kislány, akit nevelőnője perverz férfiak vágyainak kielégítésére kényszerít.
Hogy miképp függ össze a három látszólag különálló történet, és mindez hogyan kapcsolódik egy tervezett öngyilkos merénylethez, arra a Szomszédom a halál című krimiből ismert Mendez felügyelő keresi a választ. Vérbeli krimi, amelyből megismerhetjük Barcelona sötét oldalát.

## Fordítás
- Ez a szócikk részben vagy egészben  a   Francisco González Ledesma című angol Wikipédia-szócikk ezen változatának fordításán alapul.  Az eredeti cikk szerkesztőit annak laptörténete sorolja fel. Ez a jelzés csupán a megfogalmazás eredetét és a szerzői jogokat jelzi, nem szolgál a cikkben szereplő információk forrásmegjelöléseként.